# ヴィリニュス大学
ヴィリニュス大学（英語: Vilnius University、リトアニア語: Vilniaus universitetas）は、リトアニア共和国ヴィリニュス郡ヴィリニュス市に本部を置くリトアニアの国立大学。1570年創立、1579年大学設置。この地方ではクラクフのヤギェウォ大学（1364年）、アルベルトゥス大学ケーニヒスベルク（1544年）に次いで創立された、最も古い大学の一つである。

## 校名
現在の校名はヴィリニュス大学であり、リトアニア語では Vilniaus universitetas と表記され、ラテン語では Universitas Vilnensis と表記される。
その他、時代により以下のような名称が用いられていた。
- イエズス会ヴィルノ・アカデミー大学（ラテン語: Academia et Universitas Vilnensis Societatis Jesu） - 創設期
- リトアニア大公国中央学校（ラテン語: Schola Princeps Magni Ducatus Lithuaniae） - ポーランド分割前（1783年から1795年まで）[1]
- ヴィリニュス中央学校（ラテン語: Schola Princeps Vilnensis） - ポーランド分割後（1795年から1803年まで）
- ヴィリナ帝国大学（ロシア語: Императорскiй Виленскiй Университетъ） - ロシア帝国時代（1803年から1833年まで）
- ステファン・バトルィ大学（ポーランド語: Uniwersytet Stefana Batorego） - ポーランド第二共和国時代
- ヴィリニュス国立ヴィンツァス・カプスカス記念大学（リトアニア語: Vilniaus valstybinis Vinco Kapsuko universitetas） - ソヴィエト連邦時代（1955年以降）
- ヴィリニュス労働赤旗勲章および民族友好勲章授与国立ヴィンツァス・カプスカス記念大学（リトアニア語: Vilniaus Raudonos darbo vėliavos ordino ir Tautų draugystės ordino valstybinis Vinco Kapsuko universitetas） - ソヴィエト連邦時代（1979年以降）

## キャンパス

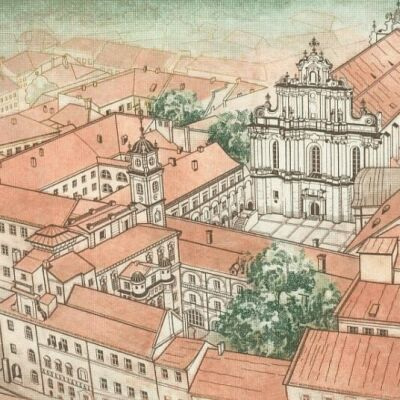
100リタス紙幣に描かれているヴィリニュス大学のメイン・キャンパス

- ウニヴェルシテタス通り（ヴィリニュス市） - 哲学部、文献学部、史学部、外国語研究所、東洋学センター
- ヴォキエチェイ通り（ヴィリニュス市） - 国際関係政治科学研究所
- M・K・チュルリョニス通り（ヴィリニュス市） - 医学部、自然科学部
- ナウガルドゥカス通り（ヴィリニュス市） - 数理情報科学部、化学部
- サウレテキス通り（ヴィリニュス市） - 経済学部、物理学部、法学部、コミュニケーション学部、応用科学研究所
- ムイティネ通り（カウナス市） - カウナス学部

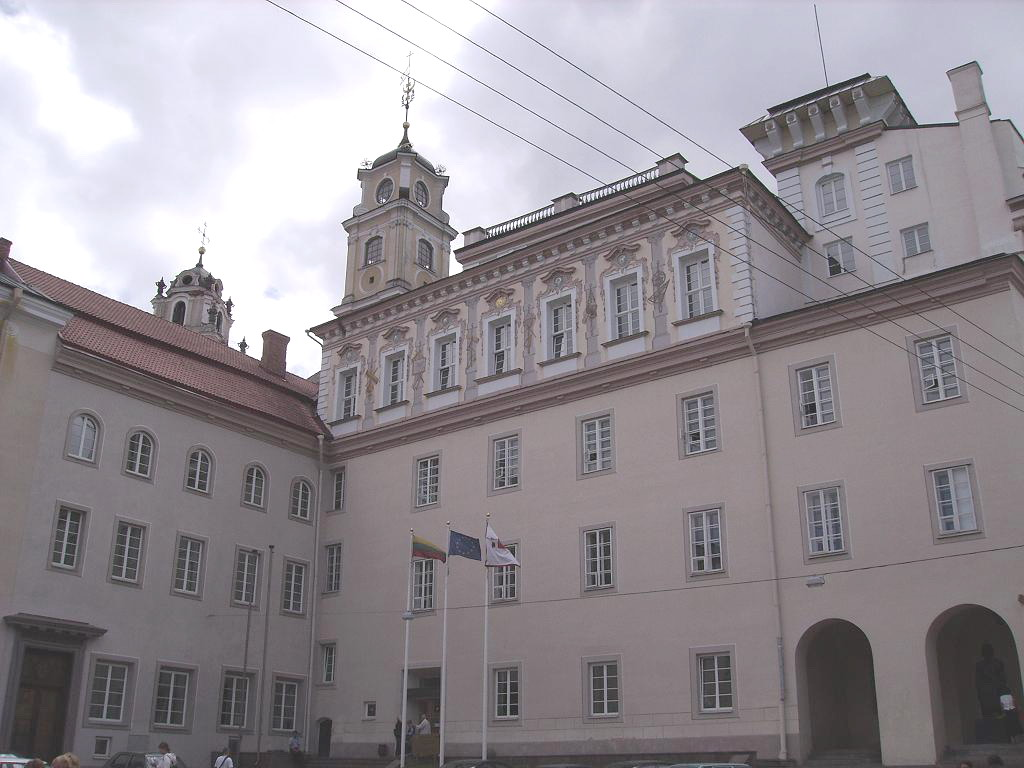
ウニヴェルシテタス通りにあるキャンパス
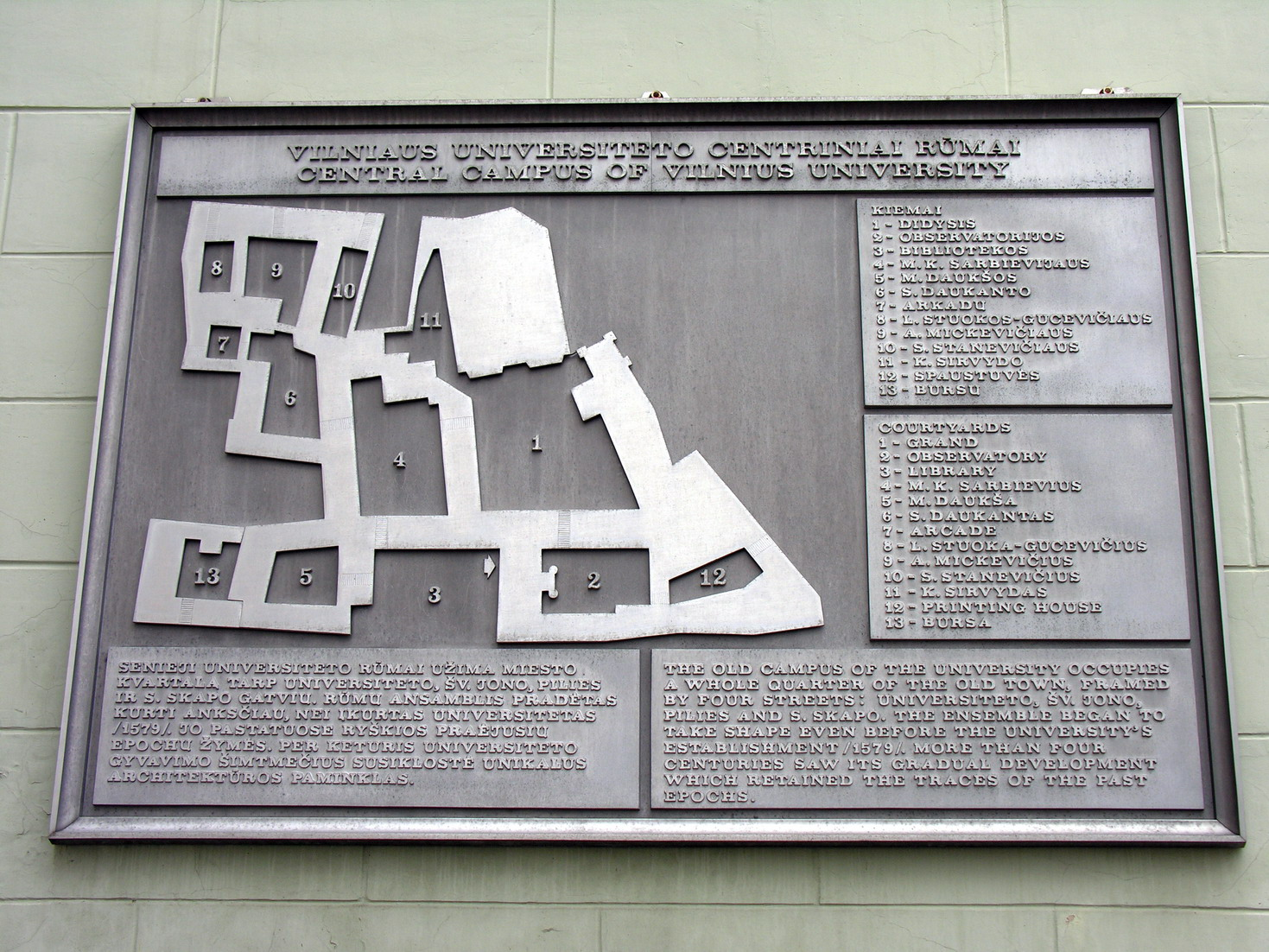
ウニヴェルシテタス通りのキャンパスの配置図
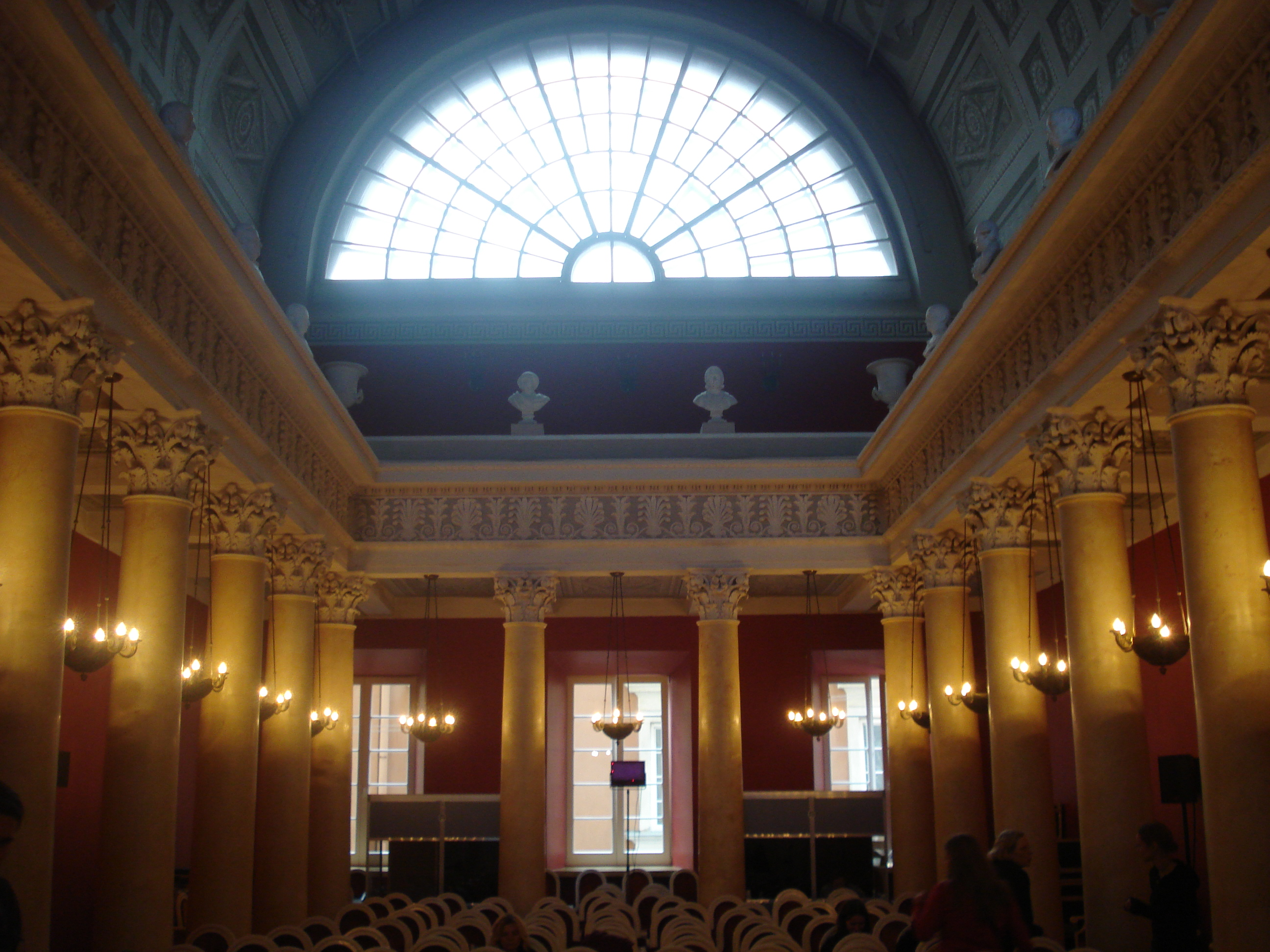
ホール（ウニヴェルシテタス通り）
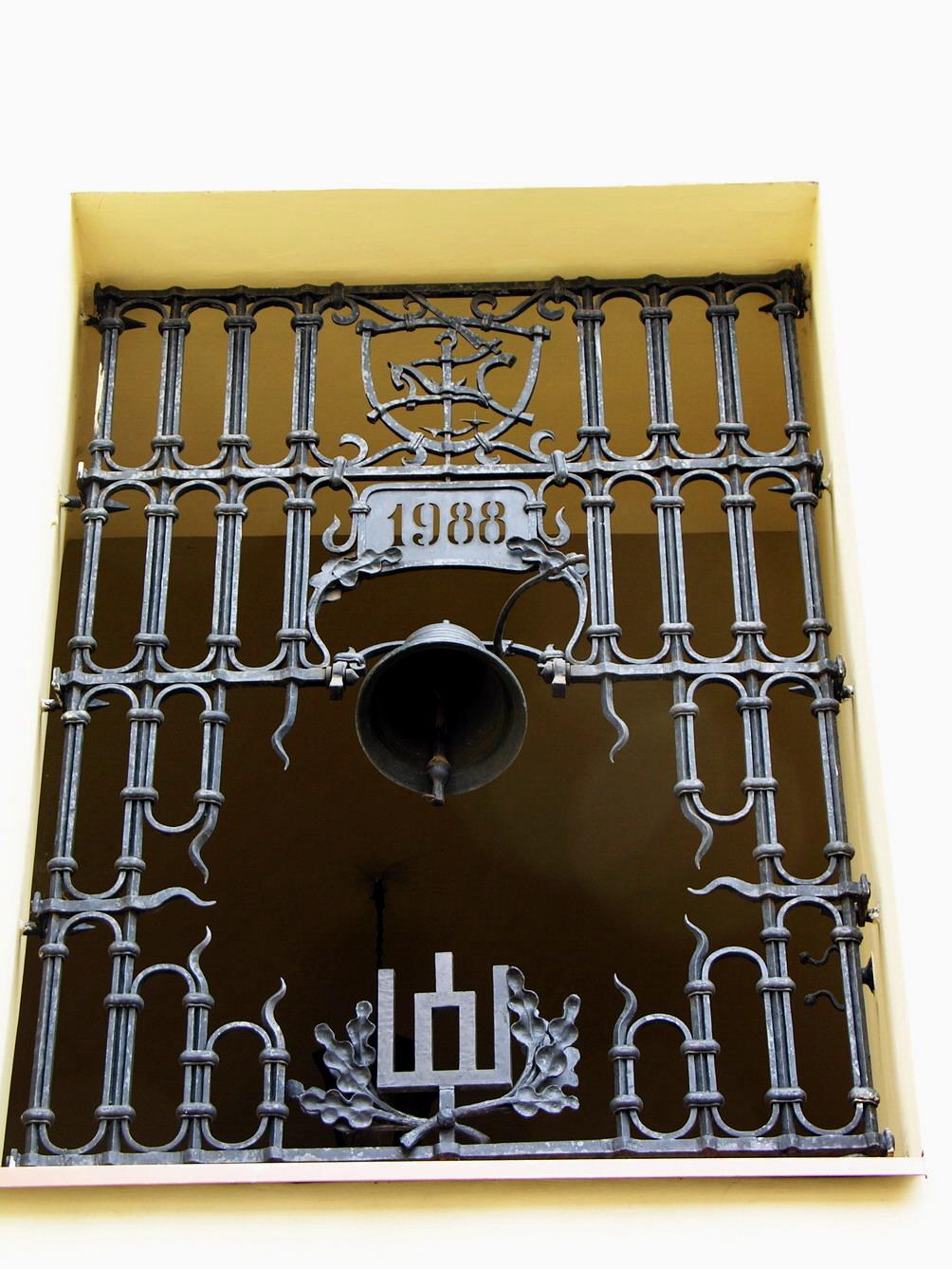
記念ベル（ウニヴェルシテタス通り）
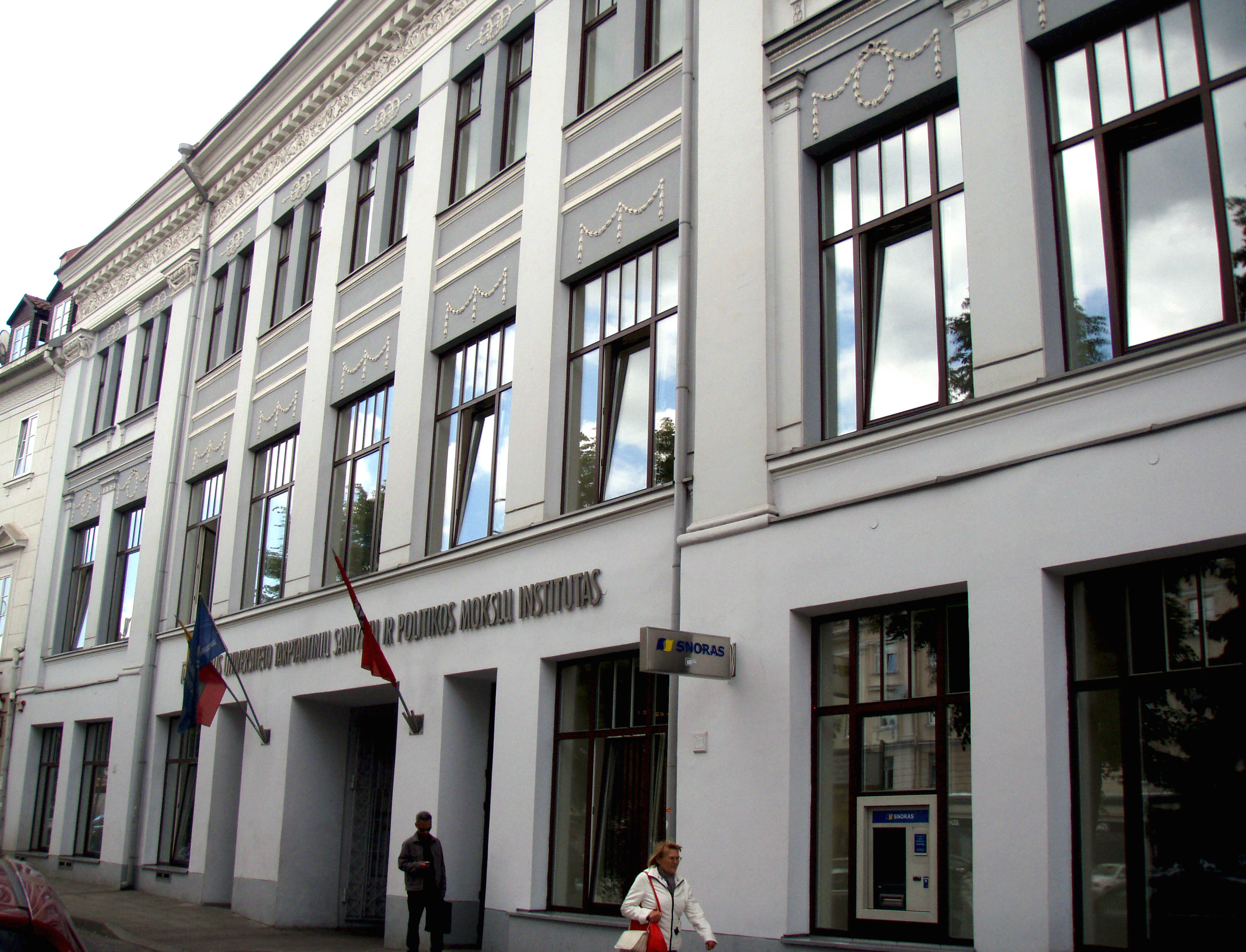
国際関係・政治科学研究所（ヴォキエチェイ通り）
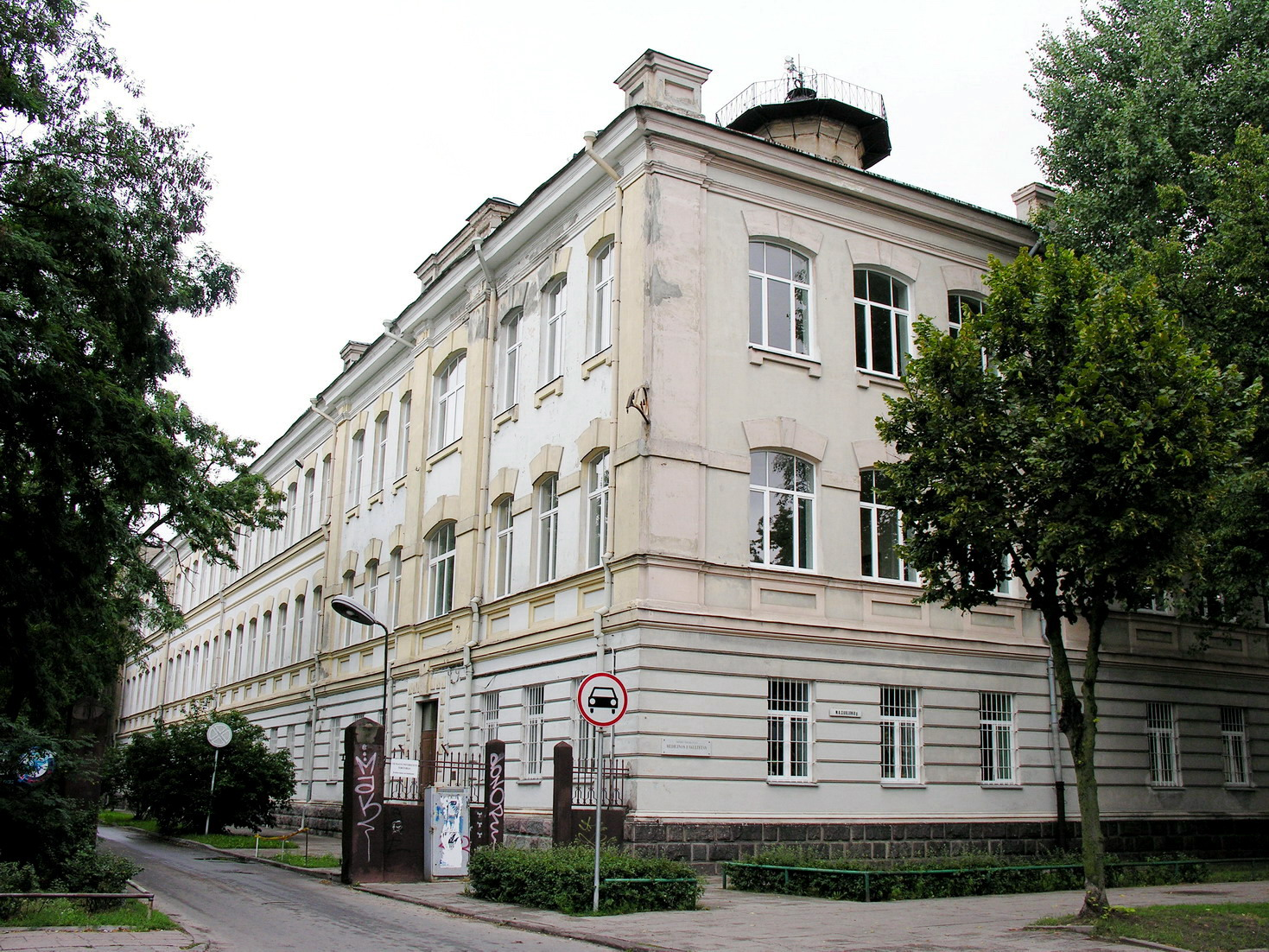
医学部（M・K・チュルリョニス通り）
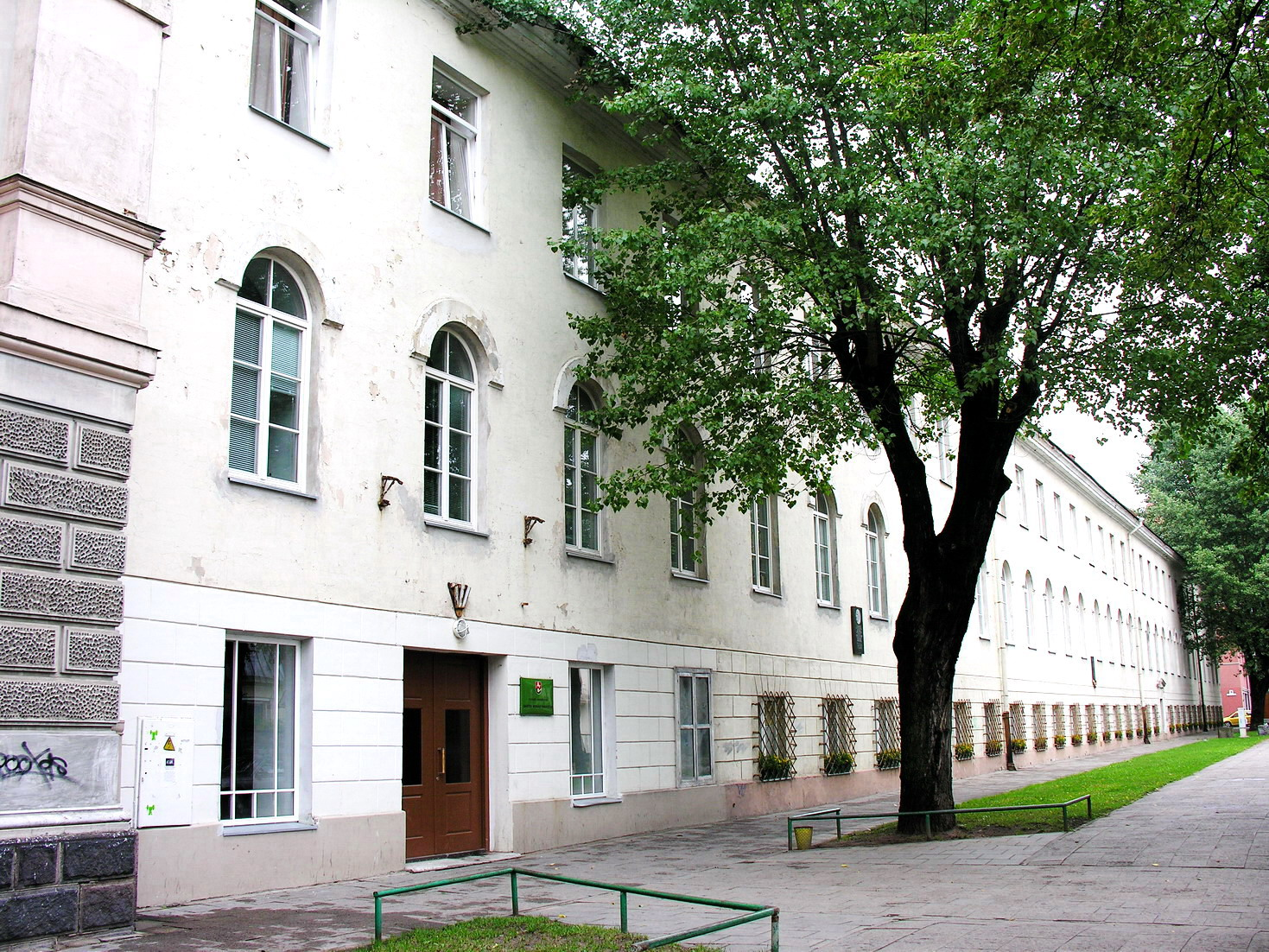
自然科学部（M・K・チュルリョニス通り）
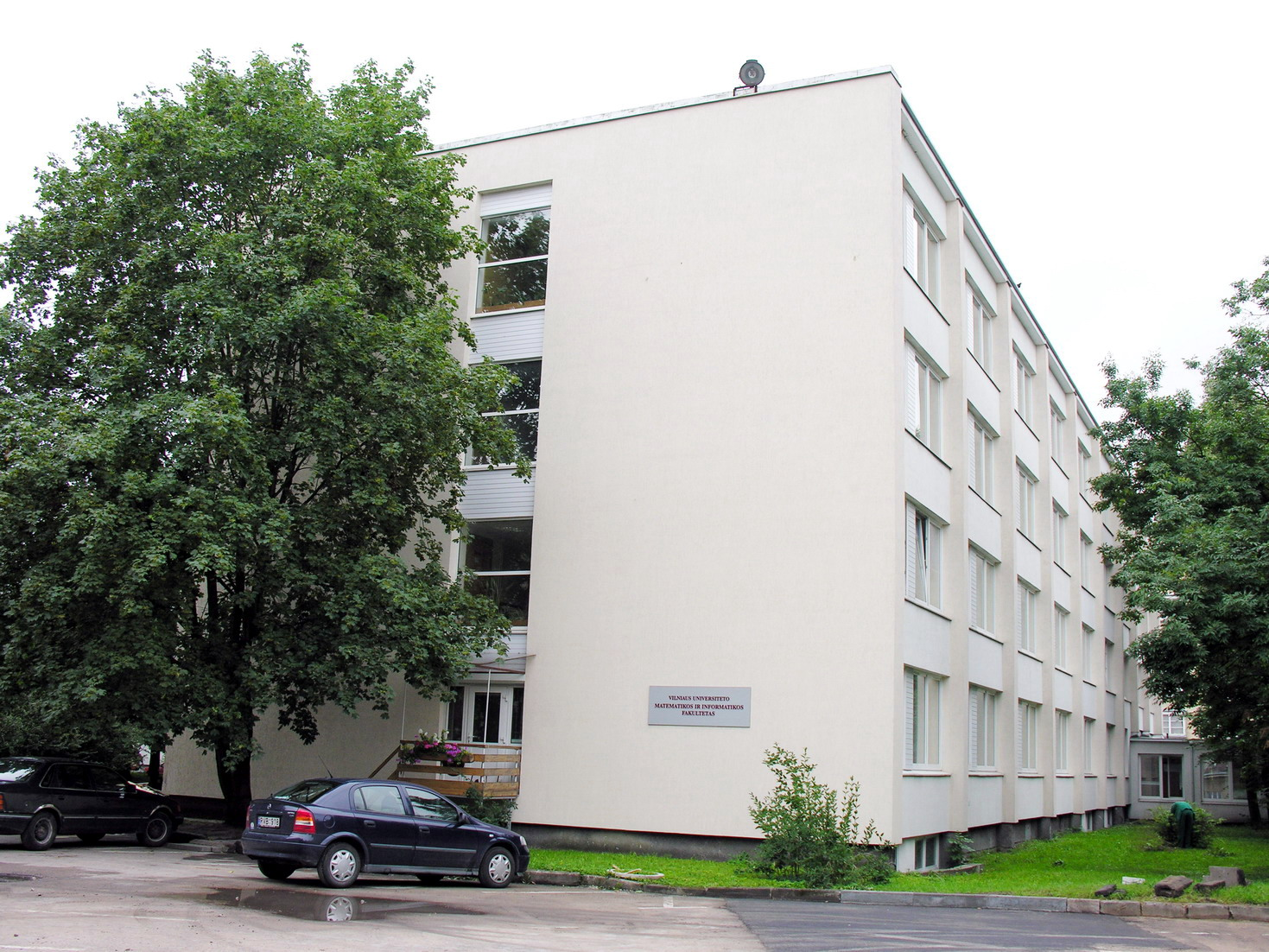
数理情報科学部（ナウガルドゥカス通り）
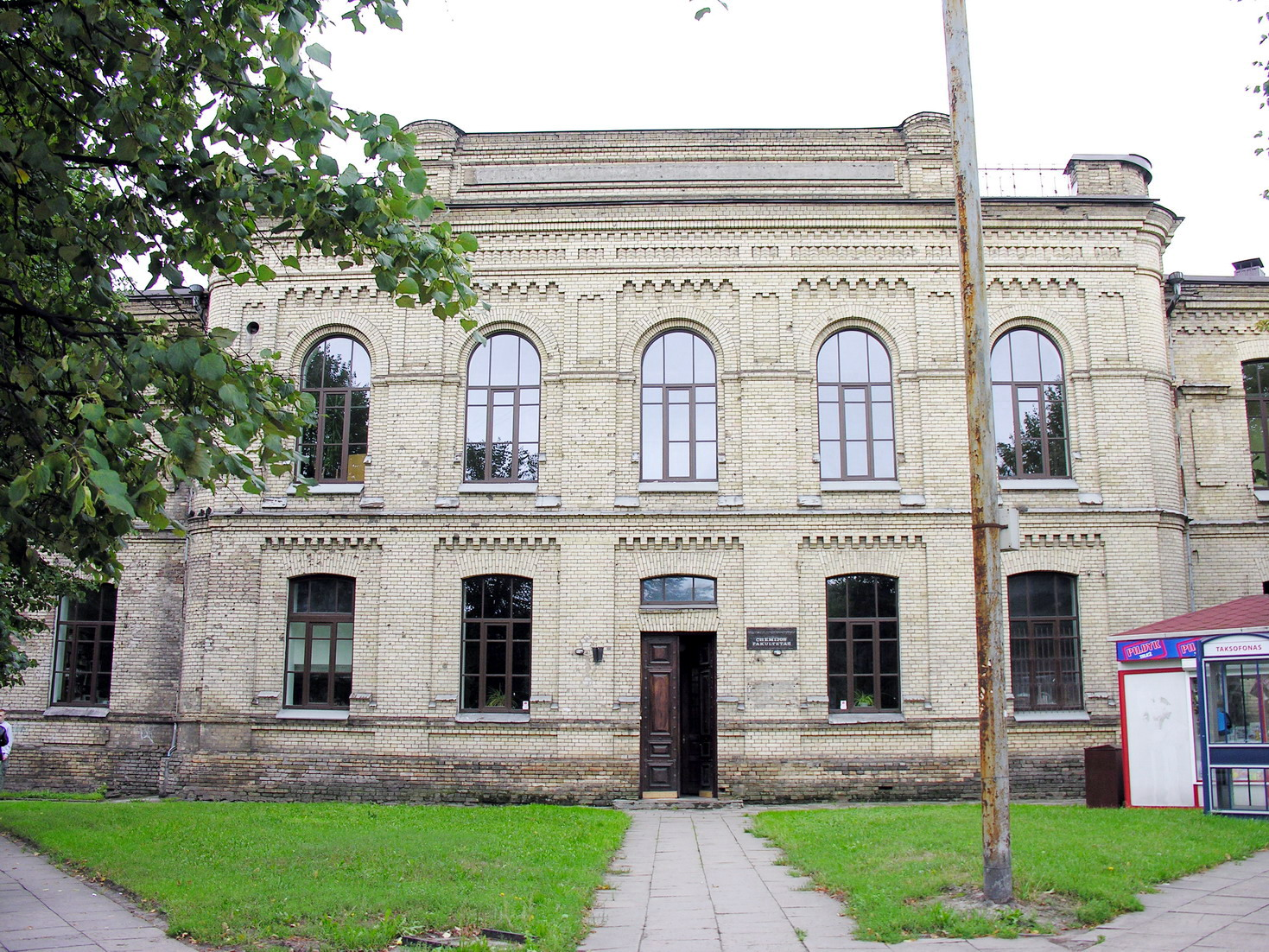
化学部（ナウガルドゥカス通り）
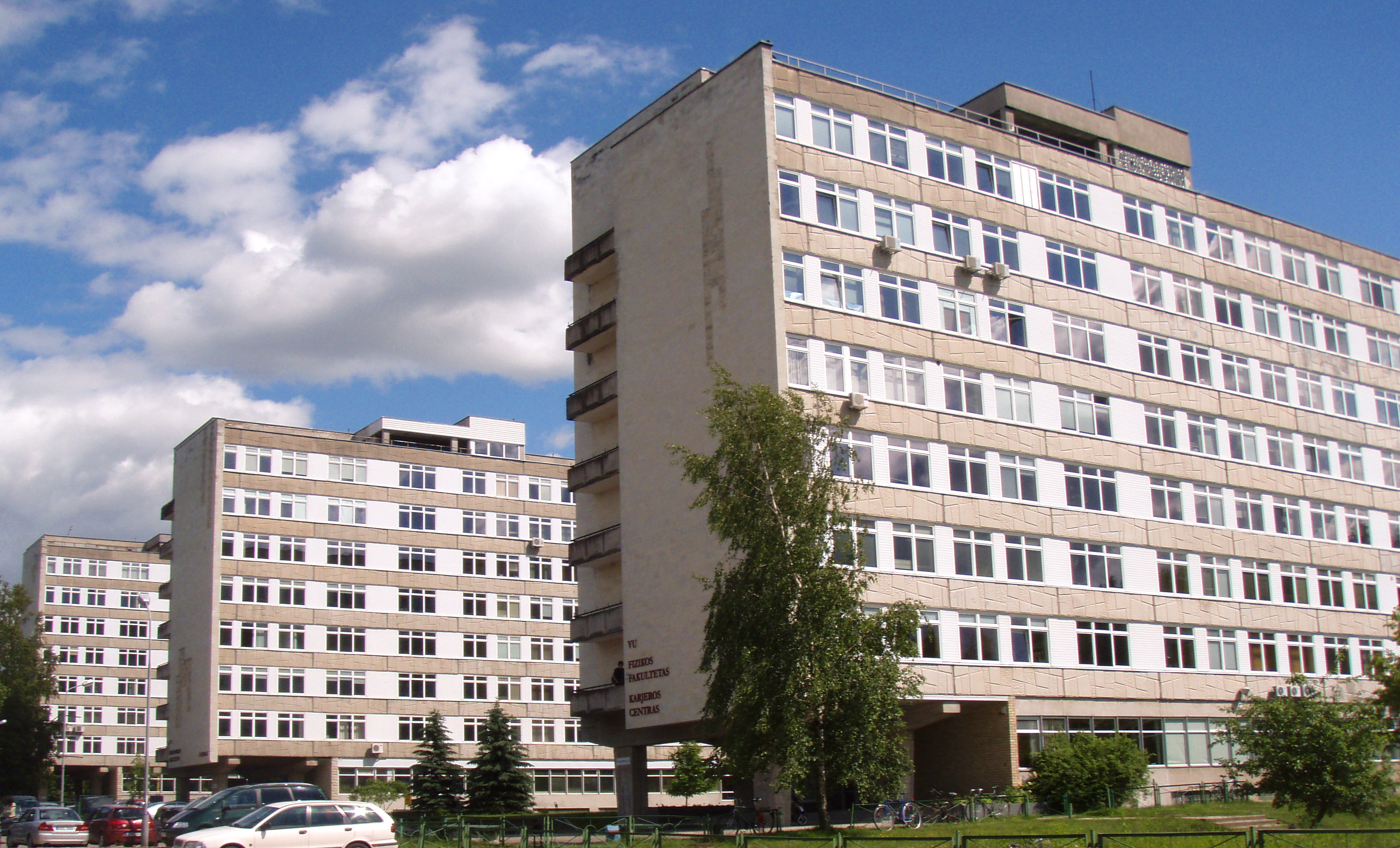
サウレテキス通りキャンパス
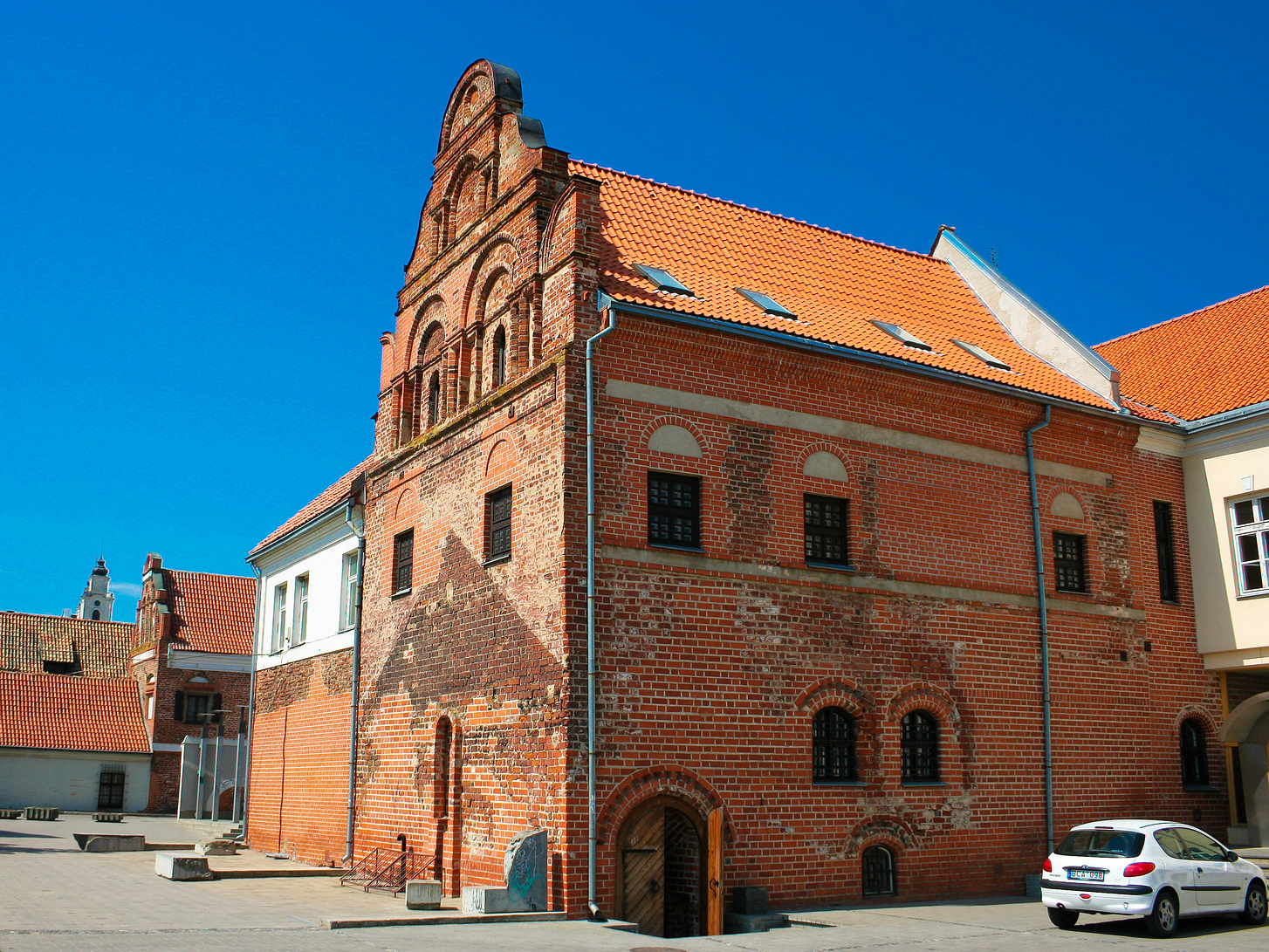
カウナス・キャンパス

## 歴史

### ポーランド・リトアニア共和国時代

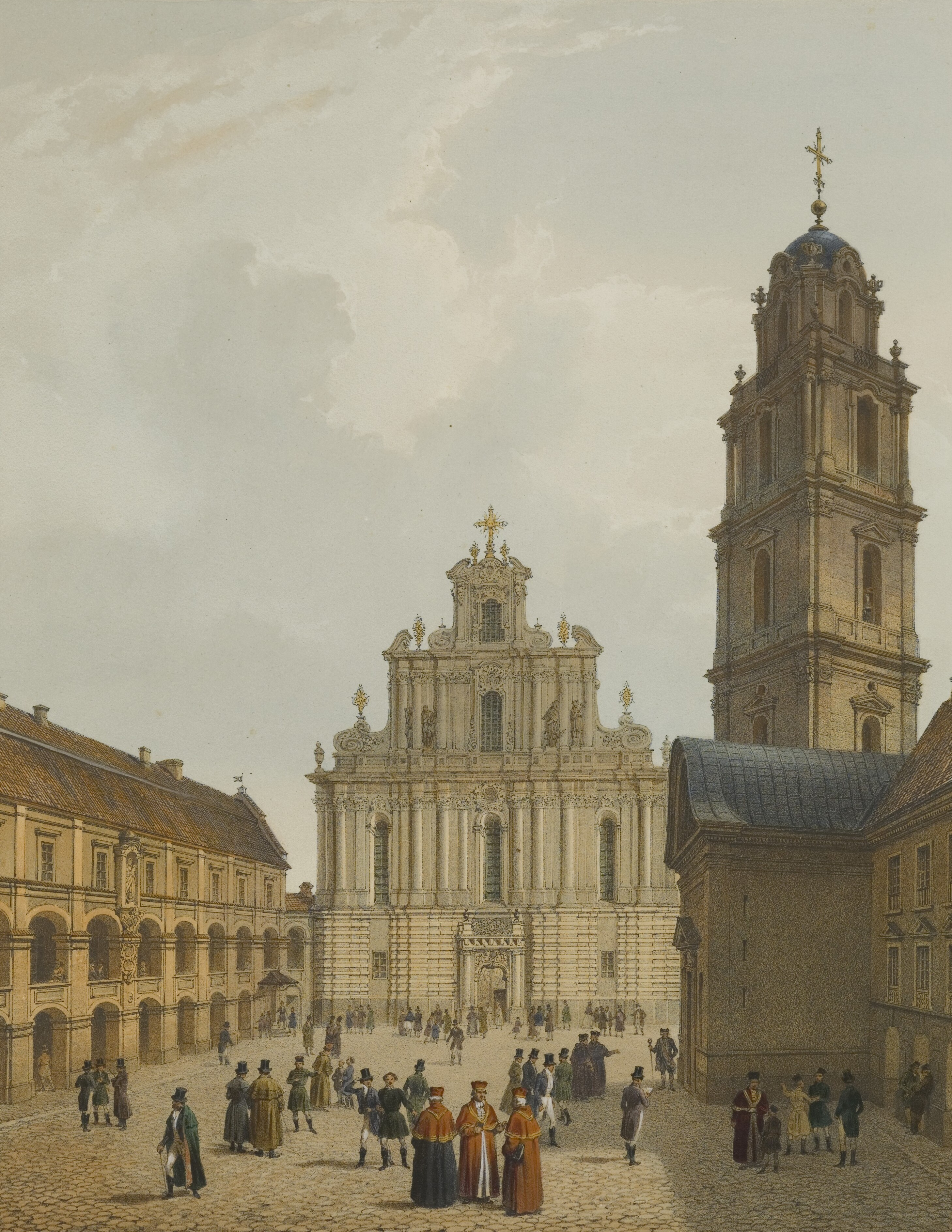
ヴィリニュス大学校庭が描かれた絵画（1850年頃の作品）

1568年、リトアニアの貴族がヴィリニュスまたはカウナスにおける高等教育機関の設立をイエズス会に要請した。翌年、ヴィリニュス司教の Walerian Protasewicz が街の中心にある複数の建物を購入し、1570年、コレギウム（高等学校）を創設した。設立された当初、コレギウムには人文科学（文法、修辞、論理の三学科）、哲学、神学の3つの部門があった。最初に学生が在籍したのはコレギウムが創設された1570年のことで、この年には160人の学生が在籍した。同じ年には大学図書館も設立され、ジグムント2世によって2,500冊の本が寄贈されている。教育はラテン語によって行われていた。なお、その後17世紀初頭にはリトアニア語を母語とする学生にラテン語を教えていたという記録も残っており、またそこではコンスタンティナス・シルヴィーダスが編纂した辞書が用いられていたと考えられている。
1579年4月1日、ポーランド王兼リトアニア大公のステファン・バートリがコレギウムを昇格させ、クラクフ・アカデミー（今日のヤギェウォ大学）と同等の大学として認めた。これが大学としてのイエズス会ヴィルノ大学アカデミー（ラテン語: Academia et Universitas Vilnensis Societatis Jesu）の正式な創設である。彼の布告は、1979年10月30日、教皇のグレゴリウス13世にも認められている。大学に昇格してからは、東方へのカトリック布教の拠点として機能していくこととなった。初代学長はピョートル・スカルガ (Piotr Skarga) 。彼はヨーロッパ各地から科学者を呼び集め、図書館を拡充し、ジグムント2世など多くの支援者を集めた。学生の3分の1はリトアニア人（1568年時点で約700名）で、その他ドイツ人、ポーランド人、スウェーデン人、さらにはハンガリー人の学生もここで学んだ。
1575年、ミコワイ・クシシュトフ公らの支援により大学に印刷所が完成した。これはこの地域で最も古い印刷所の一つで、ここではラテン語やポーランド語による本が印刷され、さらに1595年には、リトアニア語で書かれた、リトアニア大公国で印刷されたものでは現存する最古の本もここで印刷されている。この本は『Kathechismas, arba Mokslas kiekvienam krikščioniui privalus』と題され、ミカロユス・ダウクシャ (Mikalojus Daukša) によって書かれた。

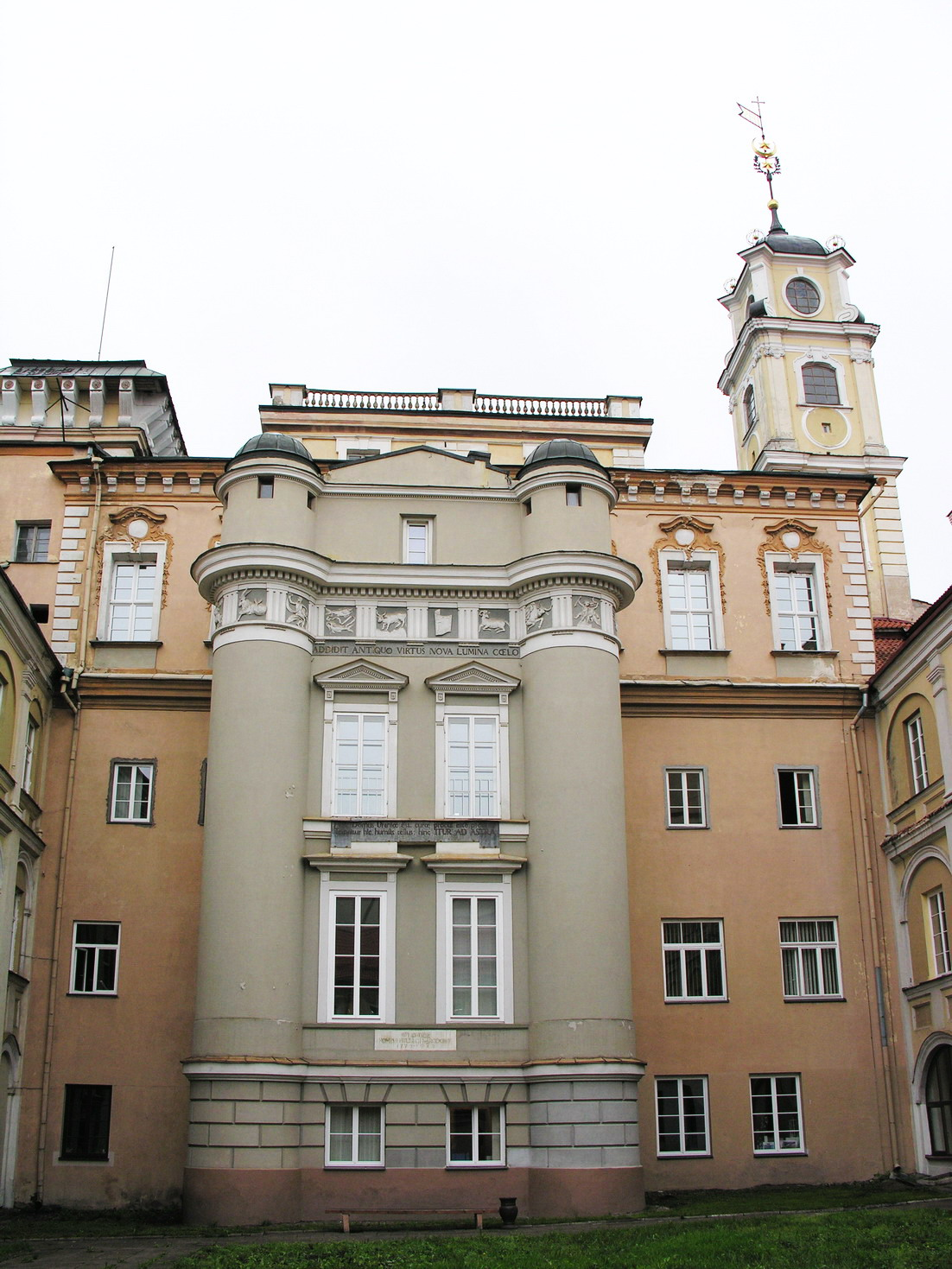
かつての天文台

アカデミーは17世紀まで発展を続けた。しかし、後に大洪水時代と呼ばれることとなる17世紀後半には、入学が許可された学生の数は劇的に減少し、教育の質も落ちた。18世紀半ばになると、アカデミー当局はアカデミーを復活させようと努めた。例えば、1753年には Tomasz Żebrowski によって、ポーランド・リトアニア共和国で最初の天文台が作られている。これはヨーロッパでも4番目に古い専門施設である。イエズス会の制度が衰退し1773年にはイエズス会が廃止されたため、その年には世界で最初の文部省とも言える国民教育委員会（ポーランド語: Komisja Edukacji Narodowej）がアカデミーを監督するようになり、その結果アカデミーは近代的な大学へと変革していった。 Marcin Odlanicki Poczobutt 学長の尽力により、1783年、アカデミーに「拠点学校」（ポーランド語: Szkoła Główna）の地位が与えられ、リトアニア大公国拠点学校（ラテン語: Schola Princeps Magni Ducatus Lithuaniae）と名称変更された。

### ポーランド分割後

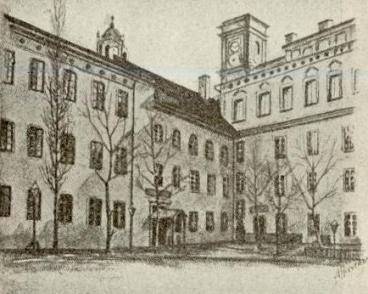
ヴィリニュス大学のキャンパス（19世紀）

1795年にポーランド・リトアニア共和国が分割される（いわゆる第三次ポーランド分割）と、ヴィリニュスはロシア帝国領となり、アカデミーの名称もヴィリニュス拠点学校（ラテン語: Schola Princeps Vilnensis）に改名された。しかしその後も1803年までは国民教育委員会がアカデミーを監督していた。1803年、ロシア皇帝のアレクサンドル1世が新法令を承諾し、アカデミーをヴィリナ帝国大学（ロシア語: Императорскiй Виленскiй Университетъ）に名称変更した。
ヴィリナ帝国大学は栄え、ヨーロッパで最も大きな大学の一つとなった。当時、学生数でもオックスフォード大学を凌いでいた。しかし1823年、ロシア皇帝に対する陰謀を理由に学生の多くが逮捕された（秘密結社 Filomaci のメンバー）。後に詩人として有名になるアダム・ミツキェヴィチもこのとき逮捕されている。1832年に11月蜂起が起こると、大学はニコライ1世によって閉鎖された。
大学にあった2学部はそれぞれ別の学校として分離された。その1つが「医科外科アカデミー」 (Akademia Medyko-Chirurgiczna) で、もう1つが「ローマ・カトリック・アカデミー」 (Rzymsko-Katolicka Akademia Duchowna) である。しかしこれらの学校もすぐに閉鎖された。
蜂起が抑圧されるとポーランド語やリトアニア語の公的使用は禁止されることとなり、これらの言語で行われていた教育も行われなくなった。また、ヴィリニュス帝国大学にあった財産の多くが没収され、サンクトペテルブルクなどに送られた。

### 両大戦間期
1918年2月16日、リトアニア評議会（タリーバ）は独立を宣言。その後も混迷した状況は続き、大学は1918年から1919年にかけて3度にわたって別々の権力によって再開校された。
1918年12月、リトアニア国家評議会（1918年8月、リトアニア評議会から改称）が大学を再建、翌年1月1日より授業が開始された。しかし赤軍のリトアニア侵攻により授業は中断された。その後リトアニア人で共産主義者のヴィンツァス・ミツケヴィチュース＝カプスカス (Vincas Mickevičius-Kapsukas) が1919年3月に「労働大学」として再開校することを提案した。
しかし1919年4月にはヴィリニュス地域はポーランドに占領される。1919年8月28日、ユゼフ・ピウスツキがステファン・バートリ大学（ポーランド語: Uniwersytet Stefana Batorego）として大学を再開校、その後ヴィリニュスが再び赤軍に占領されていた時期もあったが、1920年10月12日に中部リトアニア共和国が建国され、1922年、ヴィリニュス地域はポーランドに編入された。ヴィリニュス地域がポーランドに占領されているあいだ、リトアニア人教員は臨時首都のカウナスに移り、ヴィータウタス・マグヌス大学にて教鞭を振るった。
大学にはチェスワフ・ミウォシュ、 Władysław Tatarkiewicz 、 Marian Zdziechowski といった著名な科学者が在籍していたため、大学はすぐに国際的な評判を取り戻した。当時の大学には、後にノーベル文学賞を受賞するチェスワフ・ミウォシュも学生として法学部に在籍していた。ポーランド政府からの補助金や個人からの寄付金により、大学はすぐに発展していった。当時大学図書館には歴史的所蔵品や地図などを含む60万冊が所蔵されており、これらは現在でも保存されている。
1938年の時点で、大学には7つの研究所があり、123名の教員と3,110名の学生が在籍していた。留学生としては、ロシア人212名、ベラルーシ人94名、リトアニア人85名、ウクライナ人28名、ドイツ人13名が在籍していた。

### 第二次世界大戦
ドイツ軍によるポーランド侵攻（1939年）により、大学での教育は中止に追い込まれた。その後すぐにヴィリニュスはソヴィエト連邦に占領された。交戦状態が収束すると、教員の多くが大学に戻り、1939年10月1日、大学が再開校された。10月28日、ヴィリニュス地域はリトアニア共和国に編入された。1939年12月15日、リトアニア当局は大学を閉鎖、教員と学生約3,000名は解散を命じられ、リトアニア化政策の一環で、それまでの大学と同じ場所に新しくヴィリニュス大学（リトアニア語: Vilniaus Universitetas）が設置された。新たな大学憲章には、ヴィリニュス大学はヴィータウタス・マグヌス大学制定法にもとづいて運営されることが明記され、またリトアニア語によるプログラム、学科が設置されることとなり、リトアニア語が大学の公用語とされた。それまでの法学社会科学部、人文科学部、医学部、神学部、数理生命科学部は地下活動を続けた。
その後すぐリトアニアはソヴィエト連邦に編入され、ポーランド人教員は再度教壇に立つことが認められた一方で、リトアニア人を含む他の教員の多くが「反動主義者」であることを理由に逮捕され、刑務所に入れられたりロシアやカザフスタンの強制労働収容所（グラグ）へと送られるなどした。
1939年9月から1941年7月にかけて、ソヴィエト当局は19名のポーランド人教員および元教員を逮捕、追放し、そのうち9名を殺害した。殺害されたのは以下の9名である（うち (*) で示した5名はカティンの森事件の犠牲者）。
- Stanisław Cywinski
- Wladyslaw Jakowicki
- Jan Kempisty
- Józef Marcinkiewicz
- Tadeusz Kolaczynski (*)
- Piotr Oficjalski (*)
- Wlodzimierz Godlowski (*)
- Konstanty Pietkiewicz (*)
- Konstanty Sokol-Sokolowski (*)

1941年7月、ヴィリニュスはドイツ軍に占領され、ポーランド人向けの高等教育機関はすべて閉鎖された。しかしヴィリニュスに残っていたポーランド人教員は、個人のアパートの一室で講義や試験を行うなどの地下活動を続けた。なお当時授与された学位は、戦後、ポーランドの大学で広く認められている。1944年、学生の多くが「夜明けの門作戦」（ポーランド語: Operacja Ostra Brama）に参加、その後参加者の多くが内務人民委員部 (NKVD) に逮捕され、ソヴィエト連邦へと送還された。1940年から1944年9月にかけて、ドイツ占領当局の監視のもと、リトアニア人学生を対象にリトアニア人教授や活動家のミコラス・ビルジシュカ (Mykolas Biržiška) によってヴィリニュス大学が開校されていた。

### ソヴィエト時代
戦後、学校教育を受けたポーランド人はポーランド人民共和国へと送られ、その結果ステファン・バートリ大学の元学生・元教授はポーランド国内の各大学で活動を続けた。お互いの関係が疎遠にならないように、教員全員がそのまま同じ大学に移ってくることもあった。1945年以降、数学者、人文科学者、生物学者の多くがトルン・ニコラウス・コペルニクス大学（トルン大学）へと移り、また医学者は新たに設立されたグダンスク医科大学の中心メンバーとなった。トルン大学は、ステファン・バートリ大学のポーランド文化の伝統を受け継いだ大学であるとみなされている。
1955年、大学の名称にリトアニア共産党創設者の一人であるヴィンツァス・カプスカス (Vincas Kapsukas) の名が冠されヴィリニュス国立ヴィンツァス・カプスカス記念大学（リトアニア語: Vilniaus valstybinis Vinco Kapsuko universitetas）となり、その後1971年には大学に労働赤旗勲章が送られ、さらに1979年に民族友好勲章が送られたため、その後1990年までの大学の正式名称はヴィリニュス労働赤旗勲章および民族友好勲章授与国立ヴィンツァス・カプスカス記念大学（リトアニア語: Vilniaus Raudonos darbo vėliavos ordino ir Tautų draugystės ordino valstybinis Vinco Kapsuko universitetas）であった。
ソヴィエト連邦の制度のもとで抑圧されていたものの、ヴィリニュス大学は発展を遂げ、またリトアニアのアイデンティティを育んでいった。1988年、グラスノスチ政策により、ヴィリニュス大学はソヴィエトのイデオロギーから離れ、自由な活動を始めた。

### 1990年以降

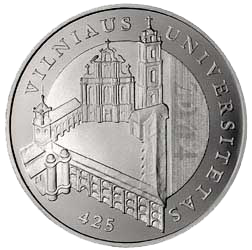
ヴィリニュス大学建学425周年記念1リタス硬貨（2004年）

1990年3月11日、リトアニアが独立回復を宣言すると、ヴィリニュス大学は自治権を取り戻した。1991年からは大学大憲章（ラテン語: Magna Charta Universitatum）にも調印している。また現在は欧州大学協会（英語: European University Association、略称: EUA）やバルト地域大学学長協議会（英語: Conference of Baltic University Rectors、略称: CBUR）の正会員でもある。
1999年、外国語研究所 (Užsienio kalbų institutas) が文献学部から独立。
2016年10月18日、カウナス人文学部 (KHF) をカウナス学部 (KnF) に名称変更することが決定された。
2017年、外国語研究所が再び文献学部の附属研究所となった。

## 組織

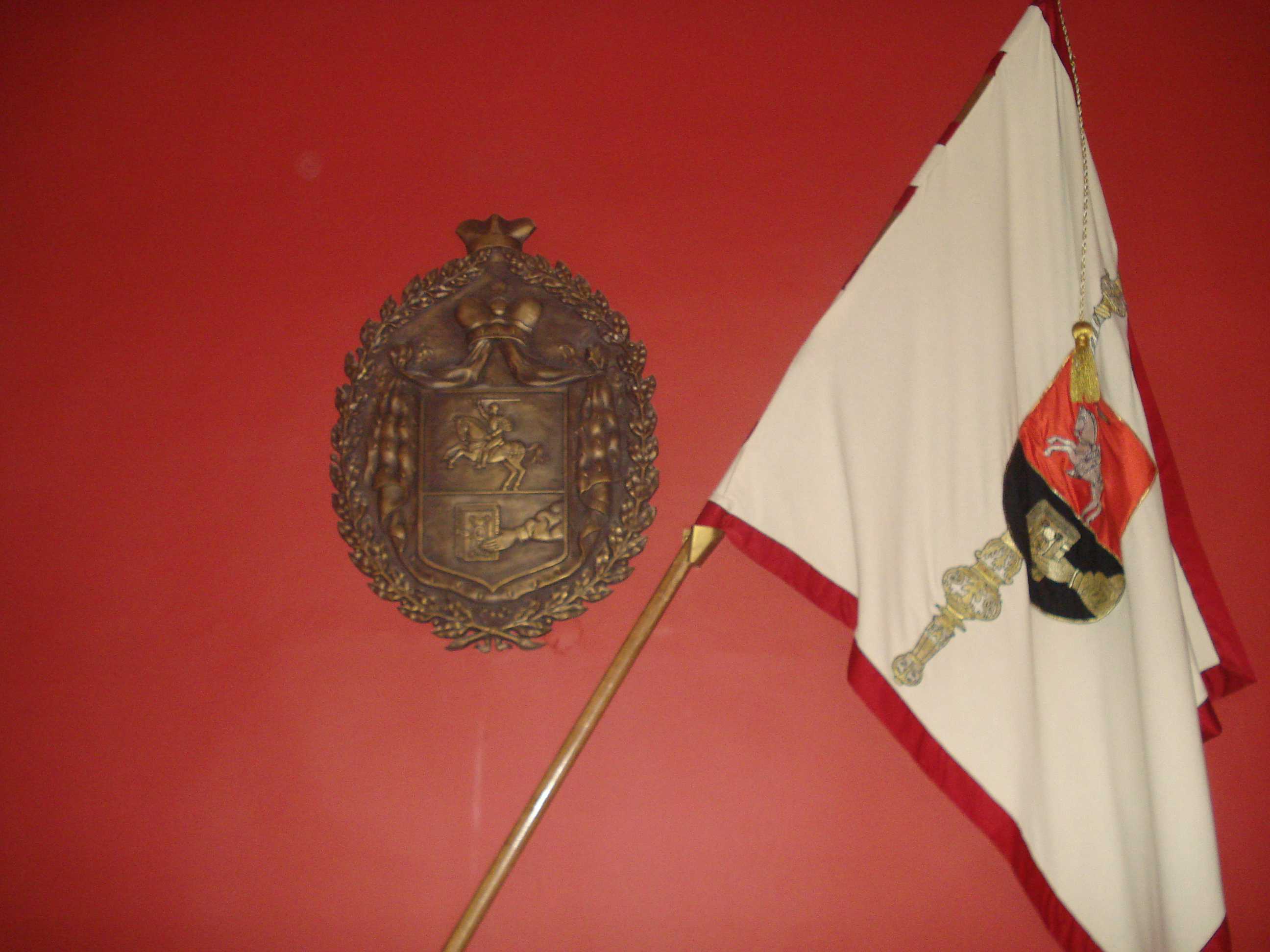
校章と校旗

現在の学長は、歴史学者のリムヴィーダス・ペトラウスカス。

### 学部およびそれに準ずる研究院
現在、ヴィリニュス大学には以下の学部 (fakultetas) およびそれに準ずる研究院 (institutas) が設置されている。
- 化学部 (Chemijos fakultetas)
- 経済学部 (Ekonomikos fakultetas)
- 文献学部 (Filologijos fakultetas)
- 哲学部 (Filosofijos fakultetas)
- 物理学部 (Fizikos fakultetas)
- 自然科学部 (Gamtos mokslų fakultetas)
- 歴史学部 (Istorijos fakultetas)
- カウナス学部 (Kauno fakultetas、略称: KnF)
- コミュニケーション学部 (Komunikacijos fakultetas)
- 数理情報科学部 (Matematikos ir informatikos fakultetas)
- 医学部 (Medicinos fakultetas)
- 国際関係政治科学研究院 (Tarptautinių santykių ir politikos mokslų institutas、略称: TSPMI テーエスペーメーイー)
- 法学部 (Teisės fakultetas)

### 研究所
また、以下の研究所 (institutas) も設置されている。
- アジア文化越境研究所 (Azijos ir transkultūrinių studijų institutas) - 旧・東洋学センター (Orientalistikos centras)
- 生化学研究所 (Biochemijos institutas)
- 生物工学研究所 (Biotechnologijos institutas)
- 数理情報科学研究所 (Matematikos ir informatikos institutas)
- 応用科学研究所 (Taikomųjų mokslų institutas)
- 理論物理学・天文学研究所 (Teorinės fizikos ir astronomijos institutas)

### 研究センター
- ジェンダー研究センター (Lyčių studijų centras)
- 宗教研究センター (Religijos studijų ir tyrimų centras、略称: RSTC)
- 健康スポーツセンター (Sveikatos ir sporto centras)

### 附属機関
- 図書館 (Biblioteka)

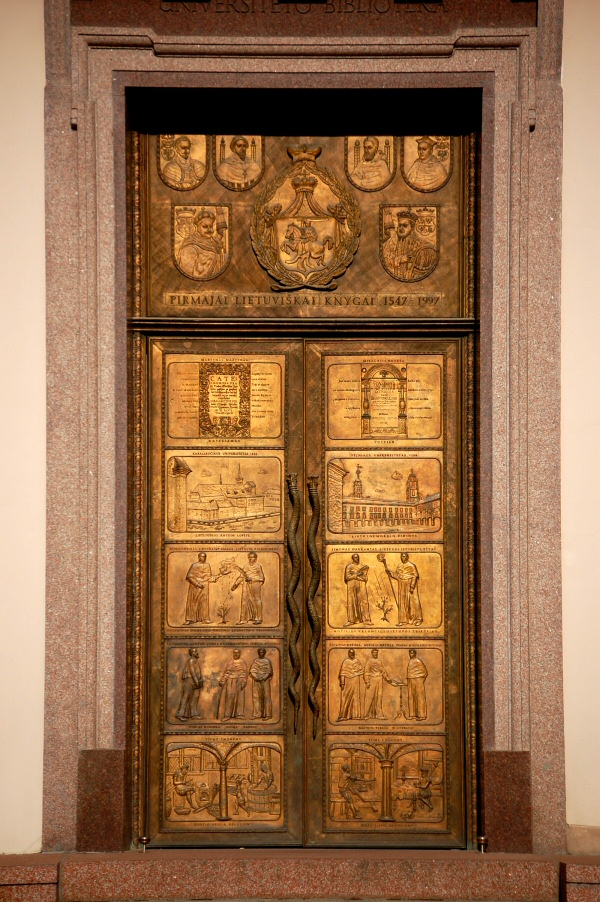
ヴィリニュス大学図書館の入り口。扉は青銅製。マルティーナス・マジュヴィーダスによる、リトアニア語で書かれた最古の本が所蔵されている。

- 電子工学研究実験センター (Elektroninių studijų ir egzaminavimo centras)
- 情報技術開発センター (Informacinių technologijų taikymo centras)
- キャリア・センター (Karjeros centras)
- 文化センター (Kultūros centras)
- サウレテキス情報センター (Saulėtekio informacinis centras) - 経済学部、法学部、コミュニケーション学部図書館

### その他の関連機関
- ヴィリニュス大学国際ビジネス・スクール (VU Tarptautinio verslo mokykla)
- ヴィリニュス大学病院サンタリシュキアイ診療所 (VU ligoninės Santariškių klinikos)
- ヴィリニュス大学病院ジャルギリス診療所 (VU ligoninės Žalgirio klinika)
- ヴィリニュス大学小児科病院 (VU vaikų ligoninė)
- ヴィリニュス大学住宅 (VU būstas)
- ヴィリニュス大学出版局 (VU leidykla)
- ヴィリニュス大学法学相談所 (VU teisės klinika、略称: TK)
- 海外教育情報センター (Studijų užsienyje informacijos centras)
- 戦略研究センター (Strateginių studijų centras)
- ヨーロッパ統合研究センター (Europos integracijos studijų centras)
- 国立開発研究所 (Nacionalinės plėtros institutas、略称: NPI)

など

## 学生
2009年10月1日現在、学生数は23,707名。また2009年度の卒業生は学部、大学院を合わせて5,504名である。

## 教員
2009年10月1日現在、教員数は2,944名。

## 主な出身者
- ケーストゥティス・ダウクシース - 政治家。経済相、労働党党首。
- ヴィドマンタス・ジエメリス - 内相。
- イグナシー・ドメイコ - 地質学者、鉱物学者。チリに移住した後、サンティアゴ大学を創設。
- チェスワフ・ミウォシュ - 詩人。1934年、ステファン・バートリ大学法学部を卒業、1980年にノーベル文学賞受賞。
- アダム・ミツキェヴィチ - 詩人。
- ダレ・グリガラヴィチエネ - 医者、政治家。
- アンタナス・ストクス（リトアニア語版） - 1939年生まれのカメラマン。1958-64年に在籍しジャーナリズムを学んだ。1965年にリトアニアの景勝地ニダを訪れたジャン・ポール・サルトルとシモーヌ・ド・ボーヴォワールを秘密取材した。

### 名誉博士号授与者
名誉博士号が授与された者は以下の通り（授与された年代順）。
- ユゼフ・カレンバハ - ポーランド史学者。
- ヴァルダス・アダムクス - 1989年名誉博士号授与、1998年より2003年までリトアニア大統領、2004年から2009年まで再任。
- ヴァーツラフ・ハヴェル - 1996年名誉博士号授与。1989年よりチェコスロヴァキア大統領、1993年より2003年までチェコ共和国大統領。
- ズビグネフ・ブレジンスキー - 元アメリカ合衆国国家安全保障問題担当大統領補佐官。1998年名誉博士号授与。
- アレクサンデル・クファシニェフスキ - 1995年より2005年までポーランド大統領。2005年名誉博士号授与。
- ジャック・ロゲ - 2001年より国際オリンピック委員会（IOC）会長。2006年名誉博士号授与。

## 主な教員
- アダム・イエジィ・チャルトリスキ公 - 貴族、政治家、文筆家。1803年、ロシア皇帝アレクサンドル1世が学長に任命。

### 歴代学長
ステファン・バートリ大学（1919年 - 1939年）
- 1919年 - 1921年：Michał Marian Siedlecki
- 1921年 - 1922年：Wiktor Staniewicz
- 1922年 - 1924年：Alfons Parczewski
- 1924年 - 1925年：Władysław Dziewulski
- 1925年 - 1926年：Marian Zdziechowski
- 1926年 - 1928年：Stanisław Pigoń
- 1928年 - 1930年：Czesław Falkowski
- 1930年 - 1932年：Aleksander Januszkiewicz
- 1932年 - 1933年：Kazimierz Opoczyński
- 1933年 - 1936年：Witold Staniewicz
- 1936年 - 1937年：Władysław Jakowicki
- 1937年 - 1939年：Aleksander Wóycicki
- 1939年 - 1945年：Stefan Ehrenkreutz

ヴィリニュス大学（1939年 - 1943年）
- 1940年 - 1943年：ミコラス・ビルジシュカ (Mykolas Biržiška)

ヴィリニュス国立ヴィンツァス・カプスカス記念大学、ヴィリニュス労働赤旗勲章および民族友好勲章授与国立ヴィンツァス・カプスカス記念大学（1944年 - 1990年）
- 1944年 - 1946年：カジミエラス・ビエリウカス (Kazimieras Bieliukas)
- 1946年 - 1948年：ジグマス・ジェマイティス (Zigmas Žemaitis)
- 1948年 - 1956年：ヨナス・ブチャス (Jonas Bučas)
- 1956年 - 1958年：ユオザス・ブラヴァス (Juozas Bulavas)
- 1958年 - 1990年：ヨナス・クビリウス (Jonas Kubilius)

ヴィリニュス大学（1990年 - ）
- 1990年 - 2000年：ロランダス・パヴィリョニス (Rolandas Pavilionis)
- 2001年 - 2002年：（空席）
- 2002年 - ：ベネディクタス・ユオドカ (Benediktas Juodka)

## 備考
- アメリカのテレビ番組「アメージング・レース12」の撮影がヴィリニュス大学校庭で行われた。